# 독일 합동련합지휘참모대학교
독일 지휘참모대학교(Führungsakademie der Bundeswehr)는 1810년에 프로이센 군주국 함부르크 주 함부르크에서 첫 개교된 후 1957년 서독 체제에서 국방참모대학교 체제를 개편하여 현재에 이르고 있는 독일 국립 군사참모대학교이다.
1957년 Bad Ems에 위치한 Gendarmerie 부대에서 실시된 6개월 과정의 첫 육군 장군참모과정이 중지되고, 얼마 후에는 해군과 공군에서 실시되었던 12개월 과정의 첫 장군(제독) 참모과정 교육이 각 1957년과 1958년에 중지되었다.
새로운 교육장소는 정치적 논의 대상이었다. 당시 국방장관이었던 기민당의 Franz Josef Strauß (프란츠 요제프 슈트라우스)는 독일 남부의 도시를 추천하였지만, 함부르크의 첫 시장인 기민당의Kurt Sieveking(쿠어트 지베킹) 과 독일연방군 참모총장인 Adolf Heusinger(아돌프 호이징어)는 함부르크를 강력하게 주장하였다. 지휘참모대는 1958년 10월 28일부로 고급빌라촌인 함부르크의 Hochkampf(호크캄프) 지역으로 성공적으로 이전하였다. 교육은 프로이센의 군사개혁의 틀에서 합동성을 기르고, 학문적인 소양을 갖추도록 체계를 갖추었으며, 정치 및 법 교육도 실시되었다. 특히 내적지휘(독일군 정신교육)과 ‘제복을 입은 시민’이라는 개념은 교육의 기본원칙이 되었다. 나토동맹국가의 장교들은 처음부터, 비 나토국가의 장교들은 1962년부터 교육과정에 참여하고 있다.
Helmut Schmidt헬무트 슈미트가 국방장관으로 재직시에 독일연방군 참모대학이 (1966-1974)이 지휘참모대학에 통합되었고, 그로 인해 지휘참모대는 현재 장군참모과정 외에 참모장교 교육 및 개별적으로 선택 가능한 다양한 교육과정이 진행되고 있다. 1974년 이후로는 교육을 위해 추가적으로 두 개의 주둔지가 사용되고 있다. 1980년대 서독에서의 군비확장에 반대하는 평화운동 분위기에서 당시 지휘참모대장인 해군 소장 Dieter Wellershoff (디이터 벨러스호프)는 교회, 노동조합, 정당들과 같은 민간사회를 위한 안보정치 세미나 교육과정을 추가하였다.
1990년에는 독일 통일로 인해 전 동독인민군의 지휘관들에 대한 교육도 포함되었다. 동유럽 및 동남부유럽의 장교들을 더욱 통합시키기 위해서 1993년 함부르크의 첫 시장인 Henning Voscherau와 지휘참모대장 소장 Klaus Reinhardt의 주도로 지참대 외국군장교 교육을 위한 지원단체(Freundeskreis)가 설립되었다. 1996년에는 유로 교육과정이 생겼고, 1998년에는 교육분야 및 조직분야에서의 일부 안보 정치적인 변경사항 외에도 공동작전 지휘센터가 설립되었다. 1999년에는 군사이론가였던 Carl von Clausewitz 소장의 사상적 유산을 지키기 위하여 국제 클라우제비츠 센터가 설립되었다. 2000년에는 전 NATO 사무총장의 이름을 따서 현대적인 계획연습센터인 Manfred-Wörner 센터가 설립되었다. 2001년에는 Baudissin 자료센터로 Wolf von Baudissin 중장의 모든 유산자료들이 모여지게 되었다.
2000년대에는 참모장교교육이 소그룹별 교육으로 정립되었다. 오늘날에는 연합 및 합동성을 중점으로 한 평생교육이 중점이다. 2004년에 처음으로 육.해.공군 장교가 함께하는 장군(제독)참모과정이 실시되었다. 그 밖에도 나치정권에 대항했던 Henning von Tresckow 장군(소장)의 이름을 딴 Henning von Tresckow 건물도 건립되었다. 2005년에는 첫 다국적 군사학술기관 훈련인 연합합동유로연습(Combined Joint Euro Exercise)이 지휘참모대에서 개최되었다. 2010년에는 국방대학교에 위탁되어 독일 장군진급반 코스가 개최되기도 하였다. 2000년 10월 1일부터 현재까지 지휘참모대는 구조적으로 독일연방군의 전력기반군 예하에 소속되어 있다.
일반적으로 한국에서는 독일 지휘참모대라고 일컬으며, 매년 소령~중령계급에 해당되는 육, 해, 공군 장교가 장군참모 국제과정(LGAI)에서 교육을 받고 있다. 2020년 과정까지는 8월~익년 7월까지 교육을 받고, 2021년부터는 1월~12월까지 교육을 실시한다.

## 같이 보기
- 독일 육군사관학교